# 赤羽一嘉

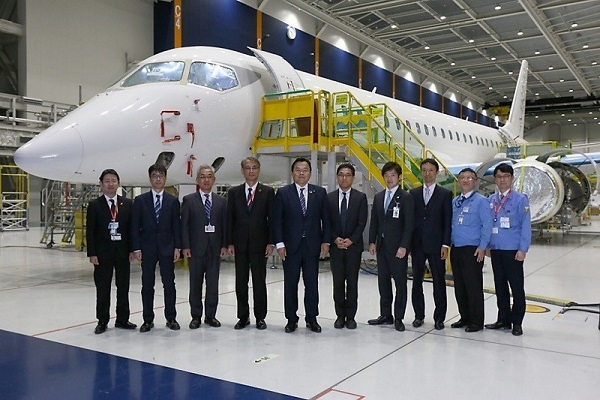
2020年、中部国際空港にて

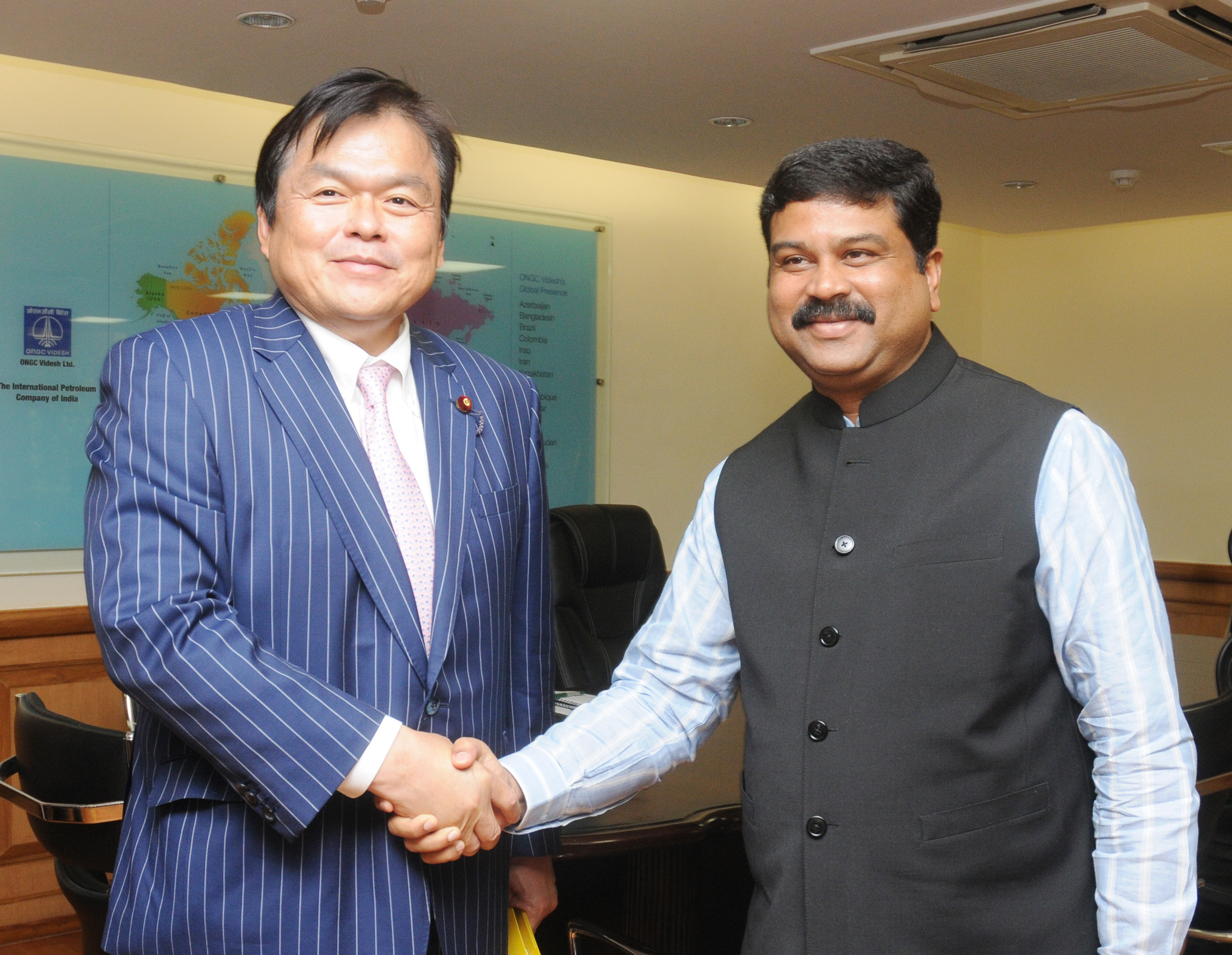
2014年、ニューデリーにて

赤羽 一嘉（あかば かずよし、1958年〈昭和33年〉5月7日 - ）は、日本の政治家。公明党所属の衆議院議員（10期）、公明党副代表、公明党中央幹事会会長。
財務副大臣（第3次小泉改造内閣）、経済産業副大臣（第2次安倍内閣）、内閣府副大臣（第2次安倍内閣）、国土交通大臣（第22・23代）、水循環政策担当大臣、公明党幹事長代行などを歴任した。

## 経歴
- 1958年5月 - 東京都新宿区中落合に生まれる[3]。
- 落合第二小学校、西戸山第二中学校を経て、東京都立青山高等学校を卒業。在学時はラグビー部で活躍し、当時都立高生で初めて全日本高校選抜選手に選ばれる。
- 慶應義塾大学法学部政治学科（小田英郎ゼミ：アフリカの政治〈南アフリカのアパルトヘイト政策〉の専攻）卒業。
- 三井物産に入社。在籍中、台湾国立師範大学に語学留学。その後、北京事務所、南京事務所、関西支社に勤務する。北京事務所時代には天安門事件に遭遇している。
- 1993年7月 - 第40回衆議院議員総選挙に公明党から立候補し、初当選。
- 1996年10月 - 第41回衆議院議員総選挙に新進党から立候補し、再選。
- 2000年6月 - 第42回衆議院議員総選挙に公明党から立候補し、3選。
- 2003年11月 - 第43回衆議院議員総選挙に公明党から立候補し、4選。
- 2005年9月 - 第44回衆議院議員総選挙に公明党から立候補し、5選。11月の第3次小泉改造内閣で財務副大臣（税制担当）に任命される。
- 2009年8月 - 第45回衆議院議員総選挙では民主党の向山好一に敗れ、落選。
- 2012年12月 - 第46回衆議院議員総選挙では前回敗れた向山好一らを破り、6選[2]。第2次安倍内閣で経済産業副大臣、内閣府副大臣に任命される。
- 2014年12月 - 第47回衆議院議員総選挙に公明党から立候補し、7選。
- 2017年10月 - 第48回衆議院議員総選挙に公明党から立候補し、8選。
- 2019年9月 - 第4次安倍第2次改造内閣で国土交通大臣に任命される。
- 2020年9月 - 菅義偉内閣で国土交通大臣に再任される。
- 2021年10月 - 第49回衆議院議員総選挙に公明党から立候補し、9選。
- 2024年
  - 9月 - 公明党副代表に就任。
  - 10月 - 第50回衆議院議員総選挙に公明党から立候補し、10選[4]。
  - 11月 - 公明党中央幹事会会長に就任。

## 政策・主張

### 憲法
- 憲法改正について、2012年の毎日新聞社のアンケートで「賛成」と回答[5]。2021年のNHKのアンケートで「賛成」と回答[6]。

- 憲法9条への自衛隊の明記について、2021年のNHKのアンケートで「どちらかといえば賛成」と回答[6]。

- 憲法を改正し緊急事態条項を設けることについて、2021年の毎日新聞社のアンケートで「賛成」と回答[7]。

### 外交・安全保障
- 敵基地攻撃能力の保有について、2021年の毎日新聞社のアンケートで選択肢以外の回答をした[7]。

- 普天間基地の辺野古移設をめぐる政府と沖縄県の対立をどう考えるかとの問いに対し、2021年の毎日新聞社のアンケートで「政府が埋め立てを進めるのはやむを得ない」と回答[7]。

- 徴用工訴訟などの歴史問題をめぐる日韓の関係悪化についてどう考えるかとの問いに対し、2021年の毎日新聞社のアンケートで「政府の今の外交方針でよい」と回答[7]。

- 日本の集団的自衛権の行使解禁には明確に反対していた。2012年の第46回衆議院議員総選挙に際し、集団的自衛権の行使を禁じた憲法解釈を変更すべきか問われ、見直す必要はないと回答していた[5]。また、2014年の第47回衆議院議員総選挙に際し、集団的自衛権の行使に賛成か問われ、反対すると明確に主張していた[8]。しかし、集団的自衛権の行使容認を盛り込んだ「我が国及び国際社会の平和及び安全の確保に資するための自衛隊法等の一部を改正する法律」案と「国際平和共同対処事態に際して我が国が実施する諸外国の軍隊等に対する協力支援活動等に関する法律」案が第189回国会に上程されると、一転して賛成票を投じた。

### ジェンダー
- 選択的夫婦別姓制度の導入について、2021年のNHKのアンケートで「賛成」と回答[6]。

- 同性婚を可能とする法改正について、2021年のNHKのアンケートで回答しなかった[6]。「同性婚を制度として認めるべきだと考るか」との同年の毎日新聞社のアンケートに対し、選択肢以外の回答をした[7]。

- クオータ制の導入について、2021年のNHK、毎日新聞社のアンケートで「賛成」と回答[6][7]。

### その他
- 「原子力発電への依存度について今後どうするべきか」との問題提起に対し、2021年のNHKのアンケートで「下げるべき」と回答[6]。

- 10％の消費税率について、2021年の毎日新聞社のアンケートで「当面は10％を維持すべきだ」と回答[7]。

- 森友学園への国有地売却をめぐる公文書改竄問題で、2021年5月6日、国は「赤木ファイル」の存在を初めて認めた[9]。しかし5月13日、菅義偉首相はファイルの存在を踏まえた再調査を行わない考えを報道各社に書面で示した[10]。9月の自民党総裁選挙で総裁に選出された岸田文雄も10月11日、衆議院本会議の代表質問で再調査の実施を否定した[11]。国の対応をどう考えるかとの同年の毎日新聞社のアンケートに対し「これ以上、調査や説明は必要ない」と回答[7]。

- 環太平洋戦略的経済連携協定への参加について、2012年の毎日新聞社のアンケートで「反対」と回答[5]。

## 選挙歴
| 当落 | 選挙                   | 執行日         | 年齢 | 選挙区        | 政党   | 得票数     | 得票率 | 定数 | 得票順位 /候補者数 | 政党内比例順位 /政党当選者数 |
| ---- | ---------------------- | -------------- | ---- | ------------- | ------ | ---------- | ------ | ---- | ------------------ | ---------------------------- |
| 当   | 第40回衆議院議員総選挙 | 1993年07月18日 | 35   | 旧兵庫県第1区 | 公明党 | 11万791票  | 16.1%  | 5    | 1/11               | /                            |
| 当   | 第41回衆議院議員総選挙 | 1996年10月20日 | 38   | 兵庫県第2区   | 新進党 | 6万3676票  | 34.19% | 1    | 1/5                | /                            |
| 当   | 第42回衆議院議員総選挙 | 2000年06月25日 | 42   | 兵庫県第2区   | 公明党 | 7万9750票  | 43.26% | 1    | 1/3                | /                            |
| 当   | 第43回衆議院議員総選挙 | 2003年11月09日 | 45   | 兵庫県第2区   | 公明党 | 8万3379票  | 43.21% | 1    | 1/3                | /                            |
| 当   | 第44回衆議院議員総選挙 | 2005年09月11日 | 47   | 兵庫県第2区   | 公明党 | 10万6056票 | 48.08% | 1    | 1/3                | /                            |
| 落   | 第45回衆議院議員総選挙 | 2009年08月30日 | 51   | 兵庫県第2区   | 公明党 | 8万8502票  | 38.95% | 1    | 2/4                | /                            |
| 当   | 第46回衆議院議員総選挙 | 2012年12月16日 | 54   | 兵庫県第2区   | 公明党 | 8万7969票  | 47.32% | 1    | 1/4                | /                            |
| 当   | 第47回衆議院議員総選挙 | 2014年12月14日 | 56   | 兵庫県第2区   | 公明党 | 7万8131票  | 49.29% | 1    | 1/3                | /                            |
| 当   | 第48回衆議院議員総選挙 | 2017年10月22日 | 59   | 兵庫県第2区   | 公明党 | 8万9349票  | 52.53% | 1    | 1/3                | /                            |
| 当   | 第49回衆議院議員総選挙 | 2021年10月31日 | 63   | 兵庫県第2区   | 公明党 | 9万9455票  | 54.21% | 1    | 1/3                | /                            |
| 当   | 第50回衆議院議員総選挙 | 2024年10月27日 | 66   | 兵庫県第2区   | 公明党 | 7万18票    | 37.17% | 1    | 1/5                | /                            |

## 人物・発言
- 趣味はラグビー（元全日本高校選抜）、中国語、絵画鑑賞[12]。

- 2008年10月24日の衆議院本会議を途中退席し、日本銀行副総裁に日本銀行理事の山口広秀を昇格させる人事案の採決を棄権した。そのため、党議拘束に違反したとして、公明党代表の太田昭宏から口頭で厳重注意を言い渡された[13]。

- 2021年8月16日、野党が求めている臨時国会の召集について、Twitterに「臨時国会の開催については、国会が決めることでして、内閣には何の権限もございません。但し、閉会中の今も、毎週、委員会は開催しており、今週も、（水）（木）に内閣委員会が開かれます!」と投稿した[14][15][16]。憲法53条が「内閣は、国会の臨時会の召集を決定することができる。いづれかの議院の総議員の四分の一以上の要求があれば、内閣は、その召集を決定しなければならない」と定めていることなどを理由に反論が相次ぐと、「お騒がせし、スミマセン」と謝罪し、「私の申上げたかったことは、『内閣は、臨時国会の召集を決定することができる』のは憲法53条にある通りですが、実際は、臨時国会の開催時期やその期間などについては、与野党の国対委員長間で話し合いが行われ、実施されてきたのが慣例でしたということです」と釈明したが、「しなければならない」を「することができる」と解釈していることを指摘する声が上がった[14][15][17]。

## 過去の役職

### 内閣

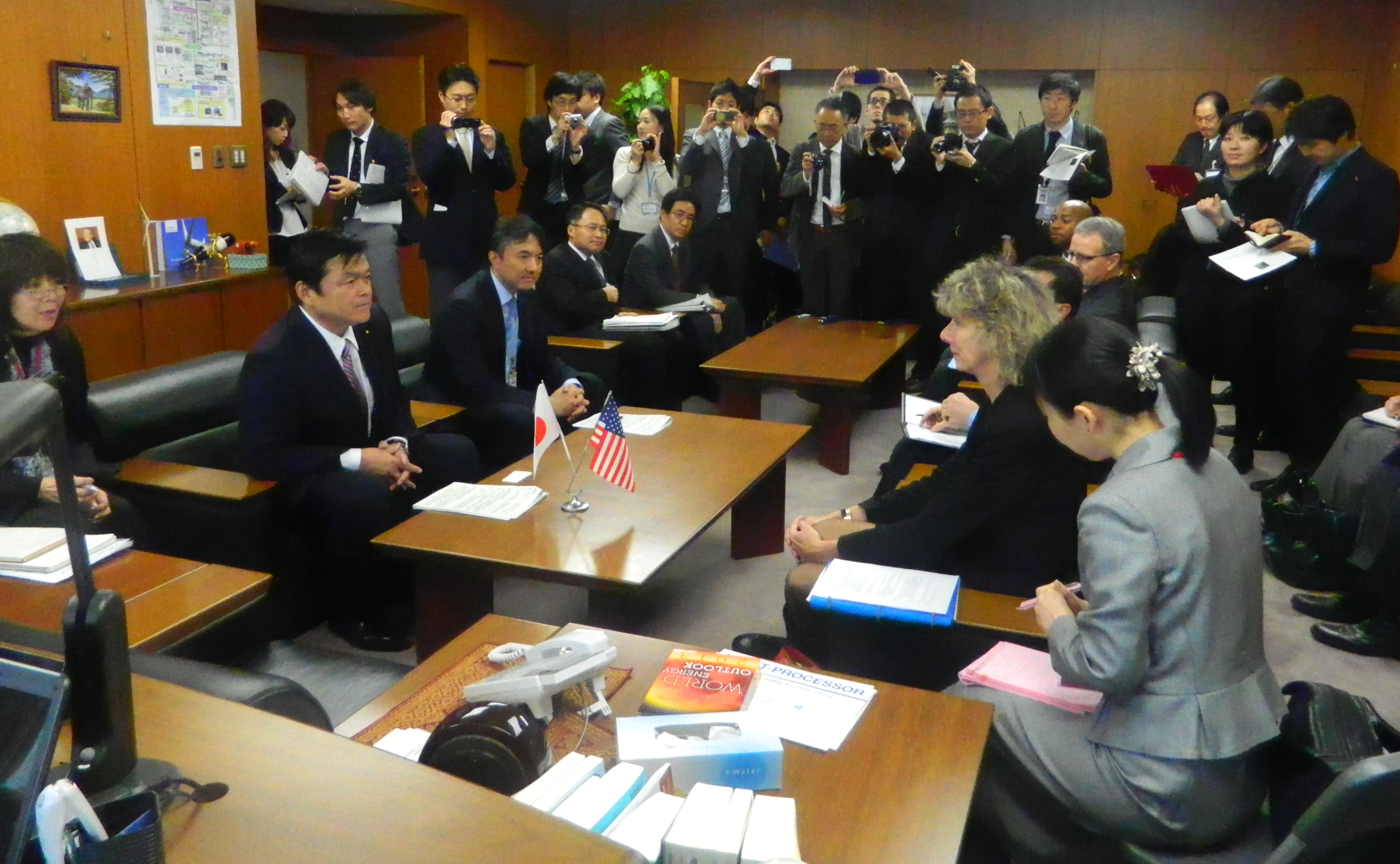
2013年12月5日、福島第一原子力発電所事故の関連問題についてアメリカ合衆国原子力規制委員会委員長のアリソン・マクファーレンと会談する赤羽

- 国土交通大臣（第22・23代）
- 水循環政策担当大臣
- 経済産業副大臣（第2次安倍内閣）
- 内閣府副大臣（第2次安倍内閣）
- 財務副大臣（第3次小泉改造内閣）

### 衆議院
- 総務委員会委員長
- 災害対策特別委員会委員長
- 国土交通委員会委員長
- 経済産業委員会理事

### 公明党
- 副代表
- 幹事長代行
- 副幹事長
- 国際局長
- 災害対策局長
- 災害対策本部事務局長
- 兵庫県本部代表代行
- 経済産業部会長
- 新潟県中越沖地震対策本部事務局次長

## 現在の役職

### 公明党
- 中央幹事会会長

### 議員連盟
- 日中友好議員連盟副会長[18]